# China gates
China gates is een compositie van John Adams.
Het eendelig werk voor piano solo is samen met Phrygian gates een van de eerste serieuze composities van John Adams. Gates verwijst naar “poorten” een term uit de elektronische muziek, schakelingen binnen de muziek, waarbij de muziek ineens sterk van toonsoort, maat, ritme en/of stemming verandert. Adams schreef het voor de jeugdige pianiste Sarah Cahill. Adams woonde in 1977 in Noord-Californië aan de kust van de Grote Oceaan. Het was een zomer met constante regen, die Adams vertaalde naar een motief van acht noten. Adams gebruikte voor het werk kerktoonsoorten. Zo wisselen in de eerste sectie As Mixolydisch en Gis Eolisch elkaar af; in het derde segment zijn het F Lydisch en F Locrisch. Deel 2 laat deze vier toonsoorten elkaar afwisselen. Adams constateerde dat door deze werkwijze een muzikale palindroom is ontstaan.
China gates en Phrygian gates vallen binnen dezelfde muziekstijl en worden daarom wel vaak samen uitgevoerd en opgenomen. Adams heeft het zelf over dat China gates een metgezel is van Phrygian gates. Beide werken kennen uitgebreide discografie, waaronder een opname door Ralph van Raat voor Naxos (2006).